# شهوة التلصص
شهوة التلصص أو التلصصية هو الانجذاب الجنسي إلى التجسس على الناس أثناء كونهم عراة مثل قيامهم بتغيير الملابس، أو الجماع، أو الاستحمام دون أن يعلم هؤلاء الناس أن هناك من يتجسس عليهم أو دون أن يعطوا موافقة على ذلك أي أن هناك كسراً لخصوصية أشخاص يظنون أنه لا أحد يراهم، وكسر الخصوصية هو العنصر المثير جنسياً بالنسبة لمن لديه شهوة التلصص الجنسي وهذا ما يميزها عن البصبصة العادية والتي لا تعدّ بارافيليا، فمن لديه شهوة التلصص قد لا يشعر مثلا بالاستثارة لدى مشاهدة مواد إباحية لأن من فيها لا يظنون أنهم في حالة خصوصية.